# Mehdi Polisi
Mehdi Polisi (mac. Мехди Полиси, ur. 27 listopada 1953 w Dobovjanie, zm. 21 maja 2014 w Prisztinie) – jugosłowiański i północnomacedoński turkolog.

## Życiorys
W 1977 roku ukończył studia orientalistyczne na Uniwersytecie w Prisztinie.
W latach 1978-1980 pracował w Archiwum Historycznym w Ochrydzie. Następnie podjął pracę wykładowcy Wydziału Filologicznego Uniwersytetu w Prisztinie, gdzie uczył języka tureckiego i którego był prodziekanem w latach 2004-2012. W latach 1982–1983 przebywał w Stambule w celach naukowych. W 1988 r. na Wydziale Filologicznym obronił pracę magisterską pod tytułem Adaptimet fonetike dhe morfologjike të huazimeve orientale në gjuhën shqipe, a w 1997 r. na tym samym wydziale obronił pracę doktorską pod tytułem Turqizmat në të folmet shqipe të Maqedonisë, za co Mehdi Polisi uzyskał stopień doktora nauk filologicznych.
Wykładał język turecki również na Wydziale Historii Państwowego Uniwersytetu w Tetowie od początku założenia uniwersytetu w 1994 roku oraz w latach 1997-2002 na Wydziale Nauk Islamskich w Skopje.